# 리처드 브랜슨
리처드 브랜슨 경(영어: Sir Richard Charles Nicholas Branson, 1950년 7월 18일 ~ )은 영국의 기업가로, 버진 그룹(영어: Virgin Group)의 회장으로서 버진 그룹을 다국적 기업으로 성장시킨 인물이다.

## 생애

### 음악 산업
그 후 취미로 시작한 중고 레코드 통신 판매에서 성공을 거둔다. 1970년에 음반사 버진 레코드를 설립했고, 섹스 피스톨즈 · 컬처 클럽 · 마이크 올드필드 등 인기 음악가들과 계약해 영국을 대표하는 음반사 중 하나로 성장시켰다.
이후에 버진 레코드를 EMI에 매각했지만, 1996년 V2 레코드를 새롭게 출시하면서 런던과 도쿄를 비롯한 세계 각국에서 음악 업종의 버진 메가 스토어를 전개하는 등 음악 산업은 버진 그룹의 핵심으로 자리매김했다.

### 항공 산업
1984년에 버진 애틀랜틱 항공을 설립했다. 당시 보잉 747-200 1대를 임대해 런던 개트윅 공항에서 뉴어크 리버티 국제공항 국제선 노선에 취항했다. 이후 점차 규모를 확대하고 1988년에 일본 나리타 국제공항 국제선 노선에 취항했다.
세계 최초의 이코노미 클래스에 시트 내장 텔레비전의 도입과 기내에서 마사지 서비스, 비즈니스 클래스의 도입과 초대형 항공기인 에어버스 A380-800의 도입 등 혁신적인 서비스를 도입해 큰 성공을 거두어 현재 보잉 747-400과 에어버스 A340-300, 에어버스 A340-600 등 첨단 장비를 도입하여 전 세계 주요 도시에 취항까지 성장했다.
이후에 유럽에 버진 익스프레스, 호주에 버진 블루(현 버진 오스트레일리아), 미국에 버진 아메리카, 나이지리아에 에어 나이지리아 등 세계 여러 지역에 저가 항공사를 설립한다. 또한 항공 연합 형태로의 항공 업계 재편에 반대 입장을 가지고 있으며, 항공 업계의 풍운아로 주목받고 있다.

### 업종 다변화

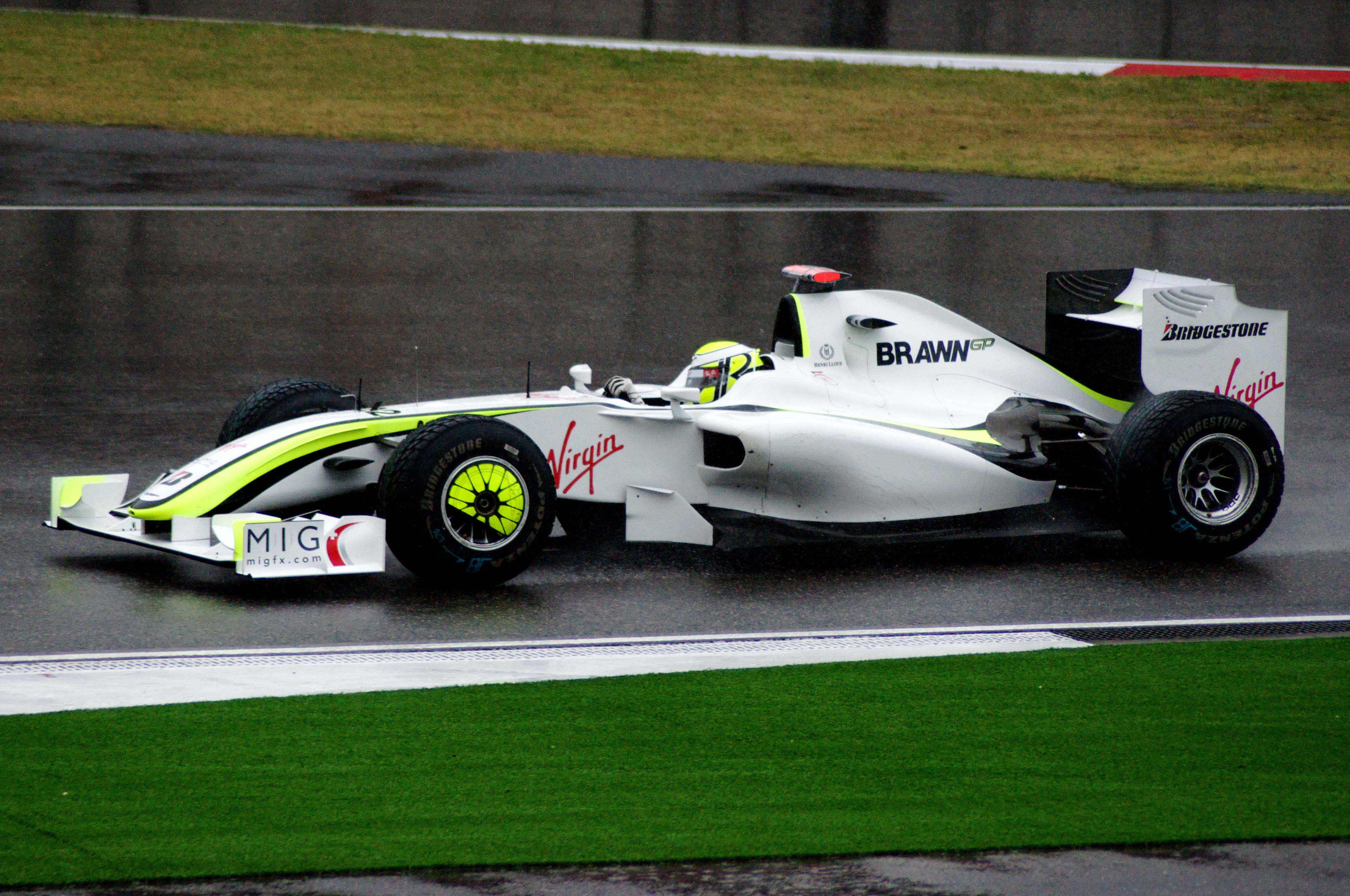
브라운 GP

음악 산업과 항공 산업에서의 성공을 바탕으로 유럽 내 휴대 전화 사업에 진출했으며 또한 버진 콜라의 식수 사업, 버진 시네마즈(Virgin Cinemas) 브랜드의 영화관, 버진 트레인, 금융 사업 등에 진출했다.
그 중에 실패하면서 철수한 사업도 있었다. 하지만 일부 사업은 업계의 관행을 깨고 새로운 기축을 해결하여 일정한 성공을 거두었으며 현재 버진 그룹 전체에서 22개국에 55,000명의 직원을 보유한 규모로 성장했다.
2004년에 버진 갤럭틱를 설립해 우주여행 사업에 진출을 시작했다. 2007년과 2008년에 경영 위기에 빠진 노던락 은행 인수 후보에 올라 화제를 불렀지만 국유화로 결정되었다.
또한 2005년에 일본의 레이서인 사토 타쿠마의 스폰서가 되면서 포뮬러 원에 후원을 시작하고 2009년 브론 GP의 스폰서로 참여했다. 2010년 마노 그랑프리에 출자하고 팀 이름을 버진 레이싱으로 변경해 포뮬러 원과의 관계를 강화했다.
2010년 포뮬러 원 시즌 시작 전, 리처드 브랜슨은 에어아시아의 토니 페르난데스에게 지는 편이 이긴 팀측 항공 회사의 스튜어디스복을 입는 내기를 제안했다. 브랜슨 측이 내기에 져서, 브랜슨은 스튜어디스복을 입고 일일 승무원 이벤트를 열었다.

## 모험가
무착륙 세계 일주 비행에 도전하고 열기구로 태평양과 대서양을 횡단하는 등, 세계 일주와 우주여행 모험에 적극적으로 참여했다. 특히 1991년 태평양 횡단 도전 당시 자신이 직접 탑승하는 등, 다른 대기업의 경영자에 비해 파격적인 모습을 보였다.

## 영화

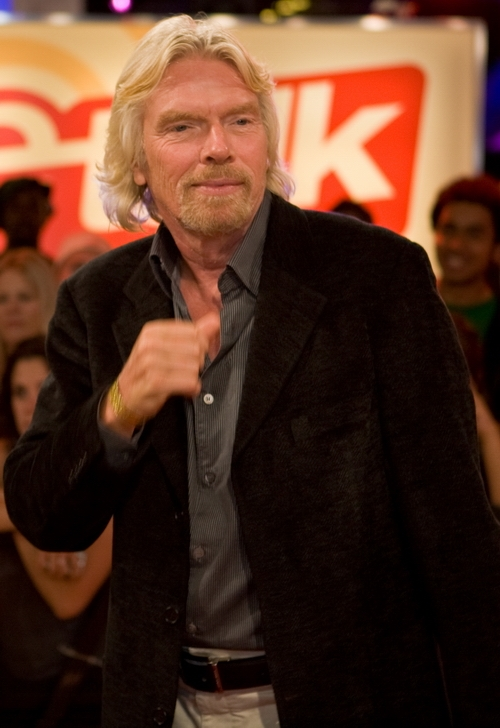
2008년 토론토 국제 영화제에서 촬영한 리처드 브랜슨

2008년 토론토 국제 영화제에서 버진 애틀랜틱 항공이 제작 협력을 한 영화 《007 카지노 로얄》의 마이애미 국제공항 장면에 자사 항공기와 함께 카메오 출연했다. 한편 버진 애틀랜틱 항공의 경쟁사 영국 항공의 기내에서 이 영화가 상영되었을 때, 브랜슨이 등장하는 장면이 편집되기도 했다.
밴드 XTC의 노래 〈Generals and Majors〉 비디오 클립에 리처드 브랜슨과 닮은 인물이 군인 역으로 출연해 유튜브 등에서 화제가 되기도 했다. XTC는 한때 버진 그룹에 속해 있던 버진 레코드와 계약하고 있었고 리처드 브랜슨도 XTC를 매우 좋아했다고 전해져 개연성은 있지만, 진위 여부는 아직 밝혀지지 않았다.

## 기타
카리브해에 있는 영국령 버진 제도의 무인도 네커 섬(Necker Island)을 30만 달러에 구입했다. 무인도에 수도와 전기 시설을 설치하고 인도네시아의 발리와 같은 건물을 건설해 휴양지로 개척하고 있다. 래리 페이지가 결혼식을 올리고 우주여행을 했던 일본인이 이 섬을 방문하는 등, 여러 지인을 초청하고 있다.
브이 오스트레일리아의 이륙 전에 상영되는 기내 애니메이션에서 승객으로 등장하기도 했다.

## 경력
- 버진 그룹 회장
- 민간 우주선 버진 갤럭틱 프로그램 착수 (2004년)
- 버진 애틀랜틱 항공 설립 (1984년)
- 메일오더 레코드 회사 설립 (1970년)
- 잡지 《스튜던트》 발행

## 저서
- 리처드 브랜슨 (2000). 《나는 늘 새로운 것에 도전한다》. 하서출판사. ISBN 978-8973304509.
- Branson, Richard (2002). 《Sir Richard Branson: The Autobiography》 (영어). ISBN 978-0582512245. 2015년 9월 16일에 확인함.
- 리처드 브랜슨 (2007). 《내가 상상하면 현실이 된다(screw it, let's do it)[다음번역기에 돌리면 '엿 먹어, 어서 하자'라고 번역된다]》. 리더스북. ISBN 978-8901072951.
- 리처드 브랜슨 (2008). 《닥터 예스》. 황금부엉이. ISBN 978-8960301658.
- 리처드 브랜슨 (2010). 《리처드 브랜슨 비즈니스 발가벗기기》. 리더스북. ISBN 978-8901106083.
- Branson, Richard (2014). 《The Virgin Way: Everything I Know About Leadership》 (영어). ISBN 978-0698168572.

## 서훈
- 2000년 기사작위(Knight Bachelor) 서임[2]

## 같이 보기
- 버진 애틀랜틱 항공
- 버진 그룹

### 내용주
1. ↑  단, 별도로 마일리지 제휴 항공사는 제외된다

### 참조주
1. ↑  “Richard Branson”. 《포브스》 (영어). 2018년 6월 21일에 확인함.
2. 1 2  “Supplement No. 1: 2000 New Year Honours List - United Kingdom”. 《The Gazette》 (영어) (런던) (55710): 1. 1999년 12월 31일. 2015년 9월 16일에 확인함.
3. ↑  Baldwin, Alan (2009년 12월 15일). “Branson offers Lotus F1 boss a stewardess challenge”. 《로이터》 (영어) (런던). 2015년 9월 16일에 확인함.
4. ↑  황준호 (2013년 4월 9일). “항공사 회장님 '레드 스커트 입은 승무원' 변신”. 《아시아경제신문》. 2015년 9월 16일에 확인함.